# Municipio Portachuelo
Das Municipio Portachuelo ist ein Verwaltungsbezirk im Departamento Santa Cruz im Tiefland des südamerikanischen Anden-Staates Bolivien.

## Lage im Nahraum
Das Municipio Portachuelo ist eines von drei Municipios in der Provinz Sara. Es grenzt im Norden an das Municipio Santa Rosa del Sara, im Westen und Südwesten an die Provinz Ichilo, im Südosten an die Provinz Andrés Ibáñez und das Municipio Colpa Bélgica, im Osten an die Provinz Ignacio Warnes und im Nordosten an die Provinz Obispo Santistevan. Es erstreckt sich etwa 45 Kilometer in nord-südlicher und 35 Kilometer in ost-westlicher Richtung.
Der zentrale Ort des Municipios ist die Stadt Portachuelo mit 14.091 Einwohnern (Volkszählung 2012) etwa im Zentrum des Municipios.

## Geographie
Das Municipio Portachuelo liegt im subtropischen Feuchtklima vor dem Ostrand der Anden-Gebirgskette der Cordillera Oriental. Die Region war vor der Kolonisierung von Monsunwald bedeckt, ist heute aber größtenteils Kulturland.
Die mittlere Durchschnittstemperatur der Region liegt bei knapp 24 °C (siehe Klimadiagramm Warnes), die Monatswerte schwanken zwischen 20 °C im Juni/Juli und 26 °C von November bis Februar. Der Jahresniederschlag beträgt etwa 1300 mm, die Monatsniederschläge sind ergiebig und liegen zwischen 35 mm im August und 200 mm im Januar.

## Bevölkerung
Die Einwohnerzahl des Municipios ist zwischen 1992 und 2024 um fast zwei Drittel angestiegen:
| Jahr | Einwohner | Quelle       |
| ---- | --------- | ------------ |
| 1992 | 12.667    | Volkszählung |
| 2001 | 16.408    | Volkszählung |
| 2012 | 17.885    | Volkszählung |
| 2024 | 20.709    | Volkszählung |

Die Bevölkerungsdichte des Municipios bei der Volkszählung von 2024 betrug 19,4 Einwohner/km², der Anteil der städtischen Bevölkerung lag bei 78,8 Prozent. Die Lebenserwartung der Neugeborenen im Jahr 2001 betrug 69,4 Jahre, die Säuglingssterblichkeit war von 5,0 Prozent (1992) auf 4,4 Prozent (2001) zurückgegangen.
Der Alphabetisierungsgrad bei den über 6-Jährigen ist von 85,8 Prozent (1992) auf 91,1 Prozent angestiegen. 99,3 Prozent der Bevölkerung sprechen Spanisch, 6,2 Prozent sprechen Quechua, 0,5 Prozent Guaraní und 0,4 Prozent Aymara.
40,4 Prozent der Bevölkerung haben keinen Zugang zu Elektrizität, 18,1 Prozent leben ohne sanitäre Einrichtung. (2001)
69,5 Prozent der 3413 Haushalte besitzen ein Radio, 62,5 Prozent einen Fernseher, 44,4 Prozent ein Fahrrad, 15,6 Prozent ein Motorrad, 12,2 Prozent ein Auto, 40,5 Prozent einen Kühlschrank, und 17,0 Prozent ein Telefon. (2001)

## Politik
Ergebnis der Regionalwahlen (concejales del municipio) vom 4. April 2010:
| Wahl- berechtigte |  | Wahl- beteiligung | gültige Stimmen |  | SOL    | VERDES | FA     | MAS-IPSP | UCS   | TODOS |
| ----------------- |  | ----------------- | --------------- |  | ------ | ------ | ------ | -------- | ----- | ----- |
| 8.847             |  | 7.982             | 7.031           |  | 1.978  | 1.888  | 1.177  | 1.130    | 548   | 310   |
|                   |  | 90,2 %            | 88,1 %          |  | 28,1 % | 26,9 % | 16,7 % | 16,1 %   | 7,8 % | 4,4 % |

Ergebnis der Regionalwahlen (elecciones de autoridades políticas) vom 7. März 2021:
| Wahl- berechtigte |  | Wahl- beteiligung | gültige Stimmen |  | CREEMOS | MAS-IPSP | SOL     | UNIDOS | ASIP   | MNR    |
| ----------------- |  | ----------------- | --------------- |  | ------- | -------- | ------- | ------ | ------ | ------ |
| 13.315            |  | 11.955            | 11.064          |  | 7.481   | 1.753    | 1.123   | 493    | 168    | 46     |
|                   |  | 89,79 %           | 92,55 %         |  | 67,62 % | 15,84 %  | 10,15 % | 4,46 % | 1,52 % | 0,42 % |

## Gliederung
Das Municipio Portachuelo untergliederte sich bei der letzten Volkszählung von 2012 in die folgenden beiden Kantone (cantones):
- 07-0601-01 Kanton Portachuelo – 33 Ortschaften – 16.779 Einwohner
- 07-0601-03 Kanton San Ignacio del Sara – 5 Ortschaften – 1.106 Einwohner

## Ortschaften
- Kanton Portachuelo
  - Portachuelo 14.091 Einw.

- Kanton San Ignacio del Sara
  - San Juan de Palometillas 429 Einw. – San Ignacio del Sara 366 Einw.